# Силия Даскопулу
Силия Даскопулу (на гръцки: Σίλεια Δασκοπούλου) е гръцка художничка.

## Биография
Родена е в 1936 година в големия македонски град Солун, но израства в Кукуш. В 1945 година семейството ѝ се мести в Атина. Учи живопис при Панос Сарафянос. След това с държавна стипендия учи при Янис Моралис в Атинското училище за изящни изкуства, което завършва с отличие в 1960 година.
В 1962 година Даскопулу представя първата си самостоятелна изложба в Неес Морфес – предимно пейзажи и къщи в ярки цветове в експресионистичен стил. Този ѝ период продължава до 1967 година, когато заминава да учи в Париж. След завръщането си от Франция в 1970 година картините ѝ стават антропоцентрични, с акцент върху женски портрети, отразяващи типични социални роли определено психологическо състояние. Образите са груби в антинатуралистичен стил, напомнящ маска, а имената на творбите са иронични. До края на живота си Даскопулу рисува над 100 такива портрета.
Даскопулу прави много самостоятелни изложби, получава много награди и е смятана „един от най-автентичните женски гласове в гръцката живопис“. Умира в Атина през 2006 година.